# Vasîlivske, Seredîna-Buda
Vasîlivske (în ucraineană Василівське) este un sat în comuna Krenîdivka din raionul Seredîna-Buda, regiunea Sumî, Ucraina.

## Demografie
Componența lingvistică a localității Vasîlivske
     Rusă (100%)
Conform recensământului din 2001, toată populația localității Vasîlivske era vorbitoare de rusă (100%).